# William D. Russell
William D. Russell (Indianapolis, 30 aprile 1908 – Los Angeles, 1º aprile 1968) è stato un regista statunitense.
Ha firmato la sua prima regia, non accreditato, con Hollywood Victory Caravan del 1945. Come regista televisivo, Russell fu candidato per tre Emmy, prima per You Are There nel 1953, poi per The Farmer's Daughter nel 1964, e quindi per Tre nipoti e un maggiordomo nel 1967.

## Biografia
William D. Russell nacque a Indianapolis il 30 aprile 1908.
Morì a Los Angeles il 1º aprile 1968.

## Filmografia

### Regista
- Hollywood Victory Caravan (1945)
- Our Hearts Were Growing Up (1946)
- Ladies' Man (1947)
- Sessanta lettere d'amore (Dear Ruth) (1947)
- Filibustieri in gonnella (The Sainted Sisters) (1948)
- The Green Promise (1949)
- Questo me lo sposo io (Bride for Sale) (1949)
- Il magnifico fuorilegge (Best of the Badmen) (1951)
- Boss Lady – serie TV, un episodio (1952)
- The Ford Television Theatre – serie TV, un episodio (1954)
- Damon Runyon Theater – serie TV, un episodio (1955)
- The Star and the Story – serie TV, un episodio (1955)
- You Are There – serie TV, 4 episodi (1956-1957)
- The 20th Century-Fox Hour – serie TV, un episodio (1957)
- Gunsmoke – serie TV, 4 episodi (1957)
- The Eve Arden Show – serie TV, 9 episodi (1957-1958)
- The Ed Wynn Show – serie TV, un episodio (1958)
- Father Knows Best – serie TV, 61 episodi (1954-1960)
- Perry Mason – serie TV, 28 episodi (1957-1960)
- Dennis the Menace – serie TV, 48 episodi (1959-1961)
- Empire – serie TV, un episodio (1963)
- The Plot Thickens – film TV (1963)
- Grindl – serie TV, 5 episodi (1963)
- Vita da strega (Bewitched) – serie TV, 3 episodi (1965)
- The Farmer's Daughter – serie TV, 19 episodi (1963-1965)
- Hazel – serie TV, 136 episodi (1961-1966)
- Tre nipoti e un maggiordomo (Family Affair) – serie TV, 31 episodi (1966-1967)

### Produttore
- Dennis the Menace – serie TV, 2 episodi (1959-1960)